# Juan Aparicio López
Juan Aparicio López (Guadix, 1906 – Madrid, 1987) è stato un giornalista spagnolo.
Direttore dal 1941 del settimanale El Español e dal 1942 dell'Estafeta Literaria, cessò gli incarichi nel  1946. Divenuto direttore del Pueblo, fu autore (1945) di una Historia de un perro hinchado.

## Fonti
1.Articolo sull'Enciclopedia Treccani